# Quaëdypre
Quaëdypre [kwadipʁ] est une commune française située dans le département du Nord, en région Hauts-de-France.

## Géographie

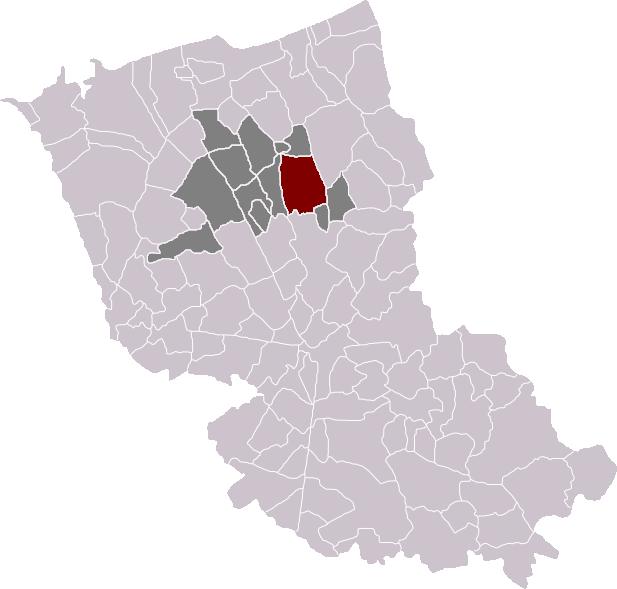
Quaëdypre dans son canton et son arrondissement.

### Communes limitrophes
| Bergues    | Hoymille  | Warhem      |
| Socx       | Quaëdypre | West-Cappel |
| Esquelbecq | Wormhout  | Wylder      |

### Hydrographie

#### Réseau hydrographique
La commune est située dans le bassin Artois-Picardie. Elle est drainée par la Shelvliet, la Verkerde Becque, la Maison Rouge et le cray Becque,,.

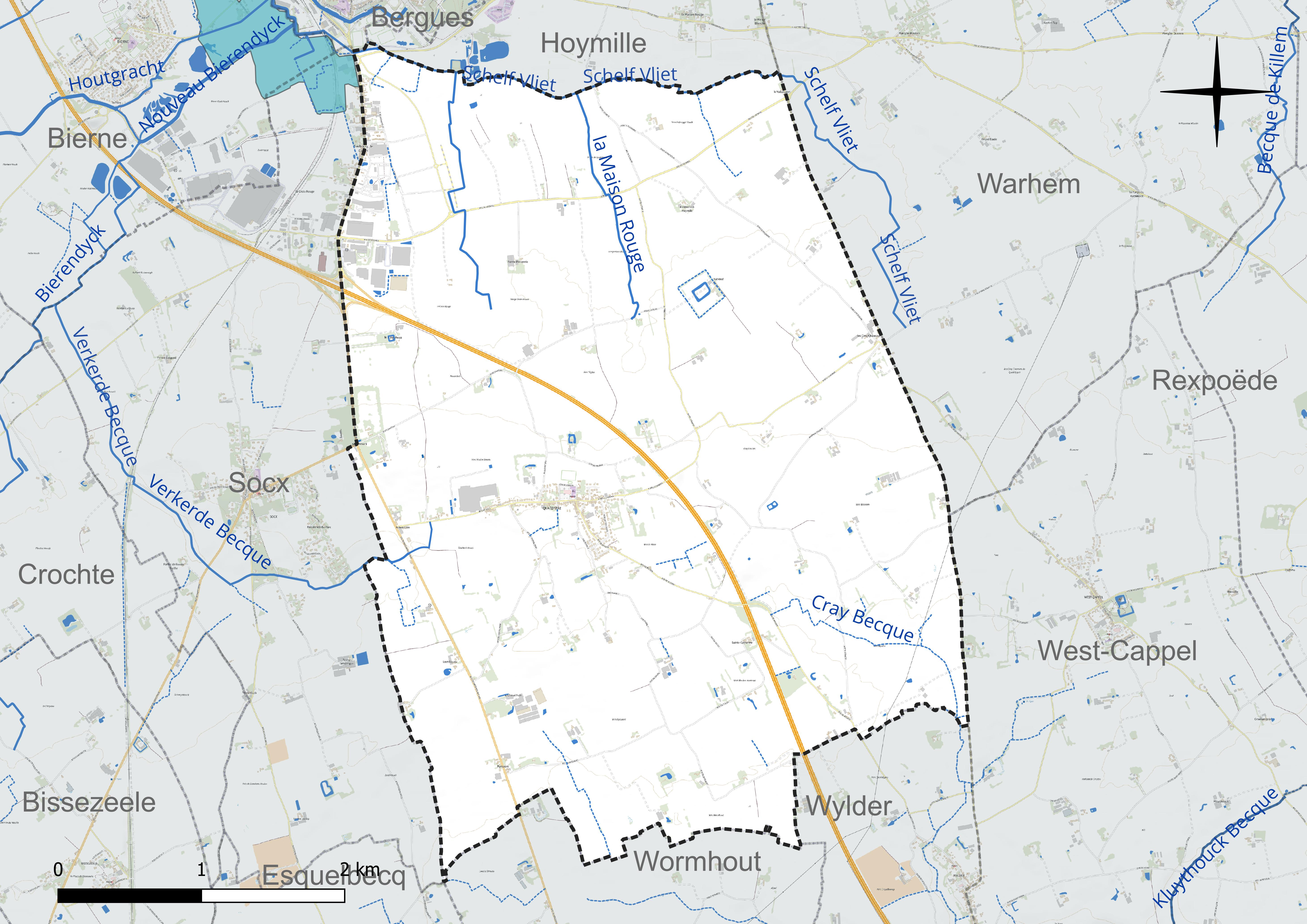
Réseau hydrographique de Quaëdypre.

#### Gestion et qualité des eaux
Le territoire communal est couvert par le schéma d'aménagement et de gestion des eaux (SAGE) « Delta de l'Aa ». Ce document de planification concerne un territoire de 1 208 km2 de superficie, délimité par le bassin versant de l'Aa. Le périmètre a été arrêté le 18 août 2000 et le SAGE proprement dit a été approuvé le 15 mars 2010. La structure porteuse de l'élaboration et de la mise en œuvre est l'Institution intercommunale des Wateringues. 
La qualité des cours d'eau peut être consultée sur un site dédié géré par les agences de l'eau et l'Agence française pour la biodiversité. 

### Climat
Pour des articles plus généraux, voir Climat des Hauts-de-France et Climat du Nord.
En 2010, le climat de la commune est de type climat océanique altéré, selon une étude du CNRS s'appuyant sur une série de données couvrant la période 1971-2000. En 2020, Météo-France publie une typologie des climats de la France métropolitaine dans laquelle la commune est exposée à un climat océanique et est dans la région climatique  Côtes de la Manche orientale, caractérisée par un faible ensoleillement (1 550 h/an) ; forte humidité de l'air (plus de 20 h/jour avec humidité relative > 80 % en hiver), vents forts fréquents. 
Pour la période 1971-2000, la température annuelle moyenne est de 10,5 °C, avec une amplitude thermique annuelle de 13,9 °C. Le cumul annuel moyen de précipitations est de 736 mm, avec 12,5 jours de précipitations en janvier et 8,2 jours en juillet. Pour la période 1991-2020, la température moyenne annuelle observée sur la station météorologique la plus proche, située sur la commune de Dunkerque à 13 km à vol d'oiseau, est de 11,7 °C et le cumul annuel moyen de précipitations est de 690,8 mm,. Pour l'avenir, les paramètres climatiques de la commune estimés pour 2050 selon différents scénarios d'émission de gaz à effet de serre sont consultables sur un site dédié publié par Météo-France en novembre 2022.

## Urbanisme

### Typologie
Au 1er janvier 2024, Quaëdypre est catégorisée bourg rural, selon la nouvelle grille communale de densité à sept niveaux définie par l'Insee en 2022.
Elle est située hors unité urbaine. Par ailleurs la commune fait partie de l'aire d'attraction de Dunkerque, dont elle est une commune de la couronne,. Cette aire, qui regroupe 66 communes, est catégorisée dans les aires de 200 000 à moins de 700 000 habitants,.

### Occupation des sols
L'occupation des sols de la commune, telle qu'elle ressort de la base de données européenne d'occupation biophysique des sols Corine Land Cover (CLC), est marquée par l'importance des territoires agricoles (95 % en 2018), en diminution par rapport à 1990 (96,6 %). La répartition détaillée en 2018 est la suivante : 
terres arables (93,7 %), zones urbanisées (2,5 %), zones industrielles ou commerciales et réseaux de communication (1,7 %), prairies (1,3 %), espaces verts artificialisés, non agricoles (0,8 %). L'évolution de l'occupation des sols de la commune et de ses infrastructures peut être observée sur les différentes représentations cartographiques du territoire : la carte de Cassini (XVIIIe siècle), la carte d'état-major (1820-1866) et les cartes ou photos aériennes de l'IGN pour la période actuelle (1950 à aujourd'hui).

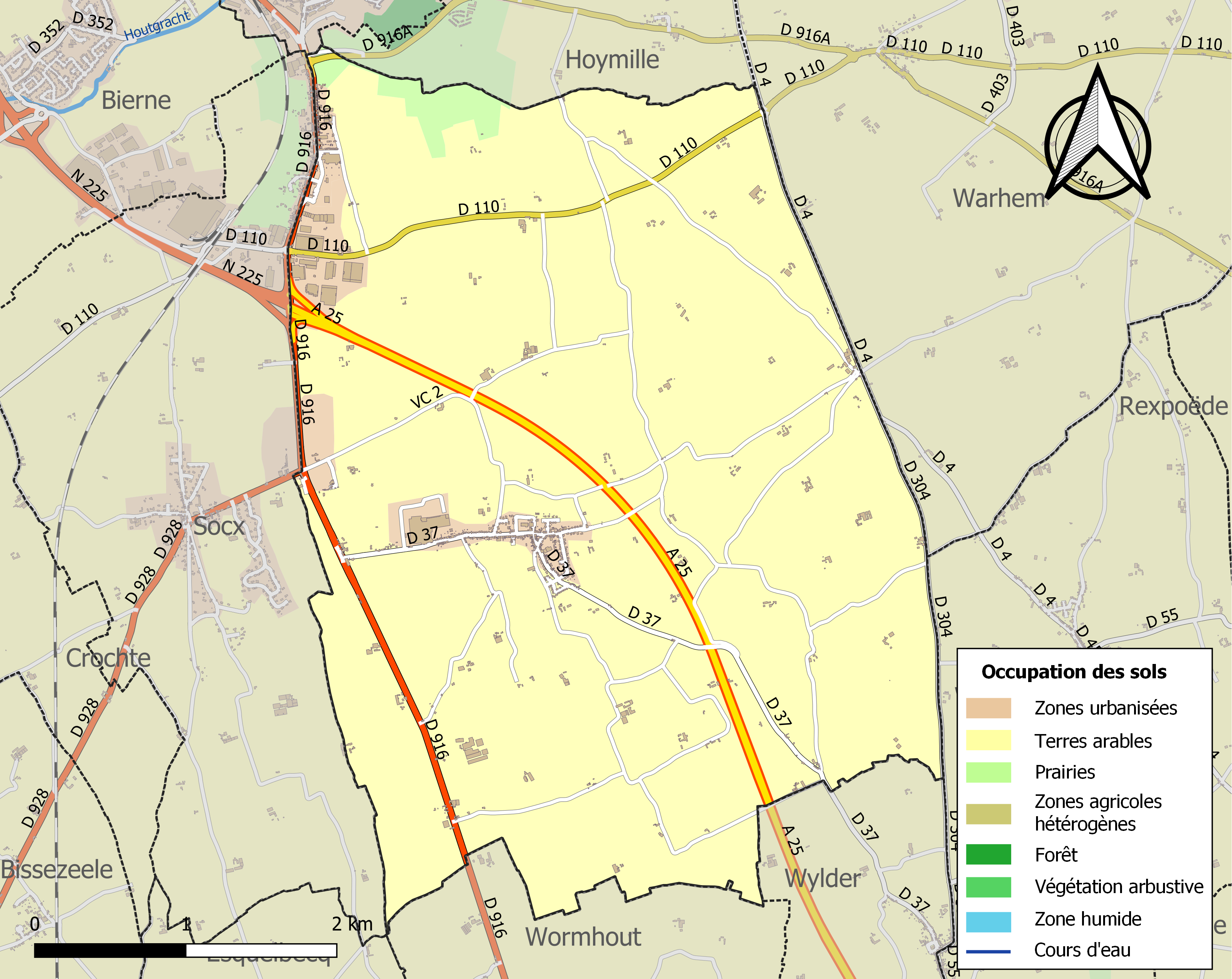
Carte des infrastructures et de l'occupation des sols de la commune en 2018 (CLC).

## Toponymie
Le nom de la localité est attesté sous la forme Quatipra en 1220.
D'après M. Gysseling, le nom viendrait de la ville d'Ypres, auquel est accolé un adjectif germanique « kwǣda- », mauvais, qui aurait également pu signifier petit. Quaëdypre serait donc le « petit Ypres ».  
La commune se nomme Kaedyper en flamand occidental, Kwaadieper en flamand.

## Histoire
Sous le sol de Quaëdypre, Bergues et de Wormhout, ont pu être mis au jour à l'état de fossiles des restes de pachyderme (éléphant ou mammouth) de même type que ceux retrouvés à Arques et datant de la préhistoire.
Une monnaie d'or datant de l'empereur romain Néron a été retrouvée sur le territoire de l'actuelle Quaëdypre.
Apparu en 1067, le village prit le nom de Quatipra en 1220 puis celui de Quaedyper en 1393. Deux versions sont données pour l'origine de ce nom : mauvais (Kwaad), orme (Ieper) ou petit (Kwaad), Ypres (Ieper).
Cette commune faisait autrefois partie de la Flandre Maritime et du diocèse d'Ypres. Elle dépendait de la châtellenie de Bergues. L'abbaye de Saint-Winoc de Bergues possédait à Quaëdypre l'église et de nombreux biens dont un château dit S'abs Hof qui servait de maison de campagne de l'abbé.
Une monnaie d'or de Néron a été trouvée anciennement auprès de la voie romaine venant de Cassel.
Ont également été découvertes à Quaedypre, dans la première moitié du XIXe siècle, un grand nombre de petites monnaies d'argent connues sous le nom de deniers (denier (monnaie) ou mailles que les comtes de Flandre ont fait frapper au XIIe siècle.
En 1297, le comte de Flandre Gui de Dampierre est en guerre contre le roi de France Philippe IV le Bel, mais perd la partie. Plusieurs terres de Quaedypre appartenant à des fidèles du comte vont être utilisées pour récompenser des seigneurs ayant servi le roi, par confiscation sur leurs propriétaires légitimes. Ces confiscations n'ont sans doute majoritairement été que temporaires mais ont valu à Quaedypre d'apparaitre dans plusieurs textes. Ainsi en 1298, Raoul II de Clermont-Nesle lieutenant du roi donne au chevalier Jean Plateel un manoir et tous les biens de Baudouin le Jeune à Quaedypre, à Baudouin de Sohier-Capelle ou Zegerscappel des biens à Quaedypre confisqués sur Chrétien le Brabantre.
En 1307, Philippe IV le Bel, roi de France, annonce à Robert III de Flandre, comte de Flandre, qu'il envoie en Flandre Baudouin de Louvain, capitaine de Douai, et Guillaume de Névèle, chevalier, en tant que commissaires pour enquêter sur la sentence de bannissement prononcée à l'encontre de Jean de Quaedypre, accusé de la mort de P. de Blinguehan.
Du point de vue religieux, la commune était située dans le diocèse de Thérouanne puis dans le diocèse d'Ypres, doyenné de Bergues.
En 1629, Charles de Bierne, chevalier est seigneur de la Halle, de Hoymille et Quaëdypre.
Au moment de la Révolution française, dans le diocèse d'Ypres, le curé de Quaëdypre, Charles Louis Revel, est un des 5 prêtres, (prêtres d'Uxem, Killem, Quaëdypre, Socx, Rubrouck) sur 67 à accepter de prêter  le serment de fidélité à la Révolution (constitution civile du clergé).
Lors du siège de Dunkerque et de la bataille de Hondschoote en août septembre 1793, Quaedypre fut directement concernée par les combats notamment le 22 août 1793.
Plus tard, le 6 thermidor an II, (24 juillet 1794), un habitant de Quaëdypre rapporte au district de Bergues, l'attitude des soldats cantonnés dans les environs de Quaëdypre, Socx et communes proches : ils confisquent des denrées dans les fermes et habitations, profèrent des menaces, en particulier vis-à-vis des femmes, rôdent dans les environs, ont déjà tué un enfant en déchargeant leurs armes sans précautions, etc..

### Première Guerre mondiale
Pendant la Première Guerre mondiale, entre juin et novembre 1917, Quaëdypre est le siège d'un commandement d'étapes, c'est-à-dire un élément de l'armée organisant le stationnement de troupes, comprenant souvent des chevaux, pendant un temps plus ou moins long, sur les communes dépendant du commandement, en arrière du front. Les communes faisant partie du commandement d'étapes sont Crochte, Socx, Bissezeele, Wylder, Warhem, Hoymille, Wormhout, Esquelbecq. Quaëdypre accueille également pendant un temps des bureaux du ministère de la guerre belge, la Belgique étant aux mains des Allemands jusqu'au front de Nieuport, ou encore deux compagnies anglaises de l'arme du génie, et/ou une section de projecteurs de la même armée anglaise, ou en juin 2016, une compagnie de travailleurs de l'armée anglaise. Le 8 janvier 1917, le village accueille des soldats canadiens.
Le village fait également partie du commandement d'étapes installé à Rexpoëde entre 1915 et 1918 ou encore de celui ayant son siège en 1917-1918 à Bergues.
En temps de guerre, on ne pouvait circuler librement sans avoir de laissez-passer établi par le maire de sa commune. Le 2 juin 1916, le chef de poste de la prévôté des étapes (gendarmerie) de Socx, dépendant du commandement d'étapes de Rexpoëde, a arrêté deux cultivateurs de Quaëdypre convoyant à Bergues, l'un une voiture de trèfle, l'autre une voiture de paille. Ils n'avaient pas de laissez-passer du maire de leur village. Alerté, le responsable du commandement d'étapes de Rexpoëde a averti téléphoniquement l'intendance des étapes de Dunkerque. Celle-ci a répondu ne pas avoir besoin ni de fourrage ni de paille en ce moment. Les deux cultivateurs pouvaient donc en disposer après avoir demandé un laissez-passer au maire de Quaëdypre.
Le 17 juin 1916, vers une heure du matin, un taube (avion d'origine autrichienne de type monoplan à ailes et queue de pigeon; en allemand taube signifie colombe ou pigeon ; voir Etrich Taube) est passé au-dessus de Rexpoëde et a lancé une bombe. Deux sont également tombées sur Quaëdypre :  une dans un champ de blé au Byssart, route de Wormhout, et une faubourg de Cassel, où une cuisine et une buanderie ont été détruites. Il n'y a pas eu de blessés.
Des guetteurs avaient été placés dans le clocher de l'église de Quaëdypre, mais ils sont partis le 12 octobre 1916.
Le 8 janvier 1917, sont cantonnés à Bambecque, entre la Cruystraete et Oost-Cappel, 8 officiers et 420  soldats anglais, de même que 6 officiers et 300 soldats canadiens installés à West-Cappel et 6 officiers et 350 hommes, également canadiens à Quaëdypre, près des 5 chemins. Tous ces hommes sont venus pour travailler sur la voie ferrée utilisée par les Anglais.
Le 11 janvier 1917 au soir, vers 21 heures, un incendie a éclaté dans une grange de la ferme Ryckebusch à Quaëdypre, où stationnaient des soldats du 1er tirailleurs. La  grange est complètement détruite, il n'y a pas eu de victime humaine.
Le 6 février 1917, entre 21 h 30 et 22 h, un avion ennemi a lancé deux bombes. L'une est tombée à Socx, faubourg de Cassel, sur le hangar d'une ferme, dans lequel il y avait deux voitures. L'autre est tombée à Quaëdypre, dans un champ à proximité du garage des automobiles belges. Il n'y a eu aucune victime humaine.
Le 7 février 1917 ont été trouvés les restes d'un ballon-sonde allemand.
Il arrive que des obus n'éclatent pas, ce qui arrive sur Quaëdypre le 13 février 1917. Dans ce cas, des artilleurs de l'arsenal de Bergues les prennent en charge. Le sol étant gelé, leur extraction a demandé du temps.
Le 30 mars 1917, faubourg de Cassel, commune de Quaëdypre, une cheminée d'obus a transpercé la toiture et le plafond d'une maison, et est tombée dans le salon sans faire de victime.
Le 29 avril 1917, un habitant de la commune a remis au représentant du commandement d'étapes des bonbons trouvés dans un champ et considérés comme suspects. Les bonbons étaient disséminés sur un assez large espace, assez éloigné du chemin de terre qui longe le champ, peu fréquenté par les enfants. Trois autres bonbons sont retrouvés le 1er mai à proximité. Ils ont tous été envoyés aux services de santé pour analyse.
Le 28 mai 1917, vers 11 heures du matin, un violent incendie s'est déclaré dans l'atelier d'automobiles de l'armée belge au faubourg de Cassel, près de Bergues. Le feu très fort a traversé la  route et embrasé des bâtiments particuliers. La gendarmerie de Bergues a mené l'enquête.
En juillet 1917, plus de 3 200 soldats stationnent sur la commune, soit trois fois la population du village. En revanche, an août 1917, contrairement à d'autres communes de Flandre maritime, aucun des villages du commandement d'étapes ne bénéficie de la mise à disposition de prisonniers de guerre, ni pour l'agriculture ni pour l'industrie.
Le matin du 10 juillet 1917, a été fusillé à Bergues, un soldat de la 11e compagnie du 43e régiment d'infanterie. Il a été enterré dans le cimetière de Quaëdypre.
Le 31 juillet 1917, un avion de l'escadrille C.53 a atterri vers 7 h sur le territoire de Quaëdypre. Il est reparti par ses propres moyens vers 9 h 30. Le champ dans lequel il est venu se poser a été fauché sur une certaine étendue. Il n'y a pas eu de victimes.
Le 3 août 1917, vers 22 h 30, un motocycliste de l'escadrille C.17 d'Hondschoote s'est blessé sur la commune de Quaëdypre. Touché au poignet, il a été soigné par un médecin militaire cantonné sur le village et a été transporté à l'hôpital Lamartine de Dunkerque par les soins du centre d'aviation de Hondschoote prévenu téléphoniquement par le commandement d'étapes.
Sur intervention du secrétaire de mairie de Quaëdypre, la population civile risquant de manquer de pain, le commandant d'étapes a demandé le 16 août 1917 à la 1re armée un camion pour amener à la commune vingt balles  de 100 kg de farine chacune. La transport a été fait à titre remboursable qu compte du boulanger (Mr. Depiper ?).
Le 20 août 1917, un soldat détaché sur le commandement d'étapes de Quaëdypre atteint d'hémoptysie, a dû être hospitalisé ; il a fallu désinfecter le local où il dormait.
Le 28 août 1917, à la demande d'un chef de bataillon d'un régiment d'infanterie cantonné sur Quaëdypre, le commandant d'étapes consigne à la troupe (interdit l'accès) jusqu'à nouvel ordre d'un estaminet dit A ma campagne, situé aux 5 chemins, route de la maison blanche, commune de Quaëdypre (tenancière Mme Diers). Une enquête est en cours pour établir la gravité des faits (il s'agit probablement, comme souvent, d'avoir servi à boire à des soldats en dehors des heures d'accès autorisées ce qui vaut fermeture administrative pour une période plus ou moins longue).
Le 10 septembre 1917, un soldat anglais paraissant être déserteur a été arrêté à Quaëdypre par les gendarmes du commandement d'étapes. Il a été interrogé par un interprète puis envoyé à Rexpoëde.

## Héraldique
|  | Les armes de Quaëdypre se blasonnent ainsi : D'argent au lion de sable armé et lampassé de gueules à la bordure de gueules. |

## Politique et administration
Maire de 1802 à 180 : B. Coudeville Shaw,.
Maire en 1854 : Mr Debavelaere.
Maire en 1883  et de 1887 à 1900 : A. Delater.
Maire de 1899 à 1914 : E. Christiaens.
Maire de 1922 à 1925 : Émile Vanhersecke.
Maire de 1925 à 1971 : Auguste Christiaens.
Maire de 1971 à 1978 au moins : Émile Christiaens.
| Période                                  | Période   | Identité              | Étiquette | Qualité |
| ---------------------------------------- | --------- | --------------------- | --------- | ------- |
| mars 2001                                | mars 2014 | André Reumaux         |           |         |
| mars 2014                                | En cours  | Jean-Claude Dekeister |           |         |
| Les données manquantes sont à compléter. |           |                       |           |         |

## Population et société

### Démographie

#### Évolution démographique
L'évolution du nombre d'habitants est connue à travers les recensements de la population effectués dans la commune depuis 1793. Pour les communes de moins de 10 000 habitants, une enquête de recensement portant sur toute la population est réalisée tous les cinq ans, les populations de référence des années intermédiaires étant quant à elles estimées par interpolation ou extrapolation. Pour la commune, le premier recensement exhaustif entrant dans le cadre du nouveau dispositif a été réalisé en 2004.

En 2022, la commune comptait 1 122 habitants, en évolution de +4,08 % par rapport à 2016 (Nord : +0,51 %, France hors Mayotte : +2,11 %).
| 1793  | 1800  | 1806  | 1821  | 1831  | 1836  | 1841  | 1846  | 1851  |
| ----- | ----- | ----- | ----- | ----- | ----- | ----- | ----- | ----- |
| 1 646 | 1 700 | 1 788 | 1 867 | 1 964 | 1 979 | 1 975 | 1 875 | 1 849 |

| 1856  | 1861  | 1866  | 1872  | 1876  | 1881  | 1886  | 1891  | 1896  |
| ----- | ----- | ----- | ----- | ----- | ----- | ----- | ----- | ----- |
| 1 729 | 1 702 | 1 622 | 1 566 | 1 616 | 1 546 | 1 570 | 1 533 | 1 463 |

| 1901  | 1906  | 1911  | 1921  | 1926  | 1931  | 1936  | 1946  | 1954  |
| ----- | ----- | ----- | ----- | ----- | ----- | ----- | ----- | ----- |
| 1 363 | 1 410 | 1 360 | 1 208 | 1 209 | 1 160 | 1 182 | 1 112 | 1 000 |

| 1962 | 1968 | 1975 | 1982  | 1990  | 1999  | 2004  | 2006  | 2009  |
| ---- | ---- | ---- | ----- | ----- | ----- | ----- | ----- | ----- |
| 931  | 888  | 919  | 1 007 | 1 111 | 1 158 | 1 128 | 1 132 | 1 150 |

| 2014  | 2019  | 2022  | - | - | - | - | - | - |
| ----- | ----- | ----- | - | - | - | - | - | - |
| 1 111 | 1 129 | 1 122 | - | - | - | - | - | - |

#### Pyramide des âges
La population de la commune est relativement jeune.
En 2018, le taux de personnes d'un âge inférieur à 30 ans s'élève à 37,4 %, soit en dessous de la moyenne départementale (39,5 %). À l'inverse, le taux de personnes d'âge supérieur à 60 ans est de 23,6 % la même année, alors qu'il est de 22,5 % au niveau départemental.
En 2018, la commune comptait 564 hommes pour 548 femmes, soit un taux de 50,72 % d'hommes, largement supérieur au taux départemental (48,23 %).
Les pyramides des âges de la commune et du département s'établissent comme suit.
| Hommes | Classe d’âge | Femmes |
| ------ | ------------ | ------ |
| 0,7    | 90 ou +      | 0,7    |
| 5,2    | 75-89 ans    | 6,1    |
| 18,2   | 60-74 ans    | 16,2   |
| 22,5   | 45-59 ans    | 23,6   |
| 15,2   | 30-44 ans    | 16,9   |
| 19,2   | 15-29 ans    | 16,9   |
| 19,0   | 0-14 ans     | 19,6   |

| Hommes | Classe d’âge | Femmes |
| ------ | ------------ | ------ |
| 0,5    | 90 ou +      | 1,4    |
| 5,3    | 75-89 ans    | 8,1    |
| 14,8   | 60-74 ans    | 16,2   |
| 19,1   | 45-59 ans    | 18,4   |
| 19,5   | 30-44 ans    | 18,7   |
| 20,7   | 15-29 ans    | 19,1   |
| 20,2   | 0-14 ans     | 18     |

## Lieux et monuments
- Jardin botanique du Val d'Yser
- Église Saint-Omer (début du XVIIe siècle) ; façade ; retable du maître autel (1679) ; tableau de l'Adoration des mages par Goubau ; tabernacles à marqueterie d'écaille et de cuivre (XVIIe) ; ensemble de stalles et lambris (XVIIe) ; chaire, confessionnal et banc de communion, provenant des dominicains de Bergues (XVIIIe) ; autel de Saint Cornille provenant de l'abbaye Saint-Winoc de Bergues (dévotion à Saint Corneille contre les convulsions et l'apoplexie).
- Croix-Rouge Military Cemetery, cimetière de la Commonwealth War Graves Commission.

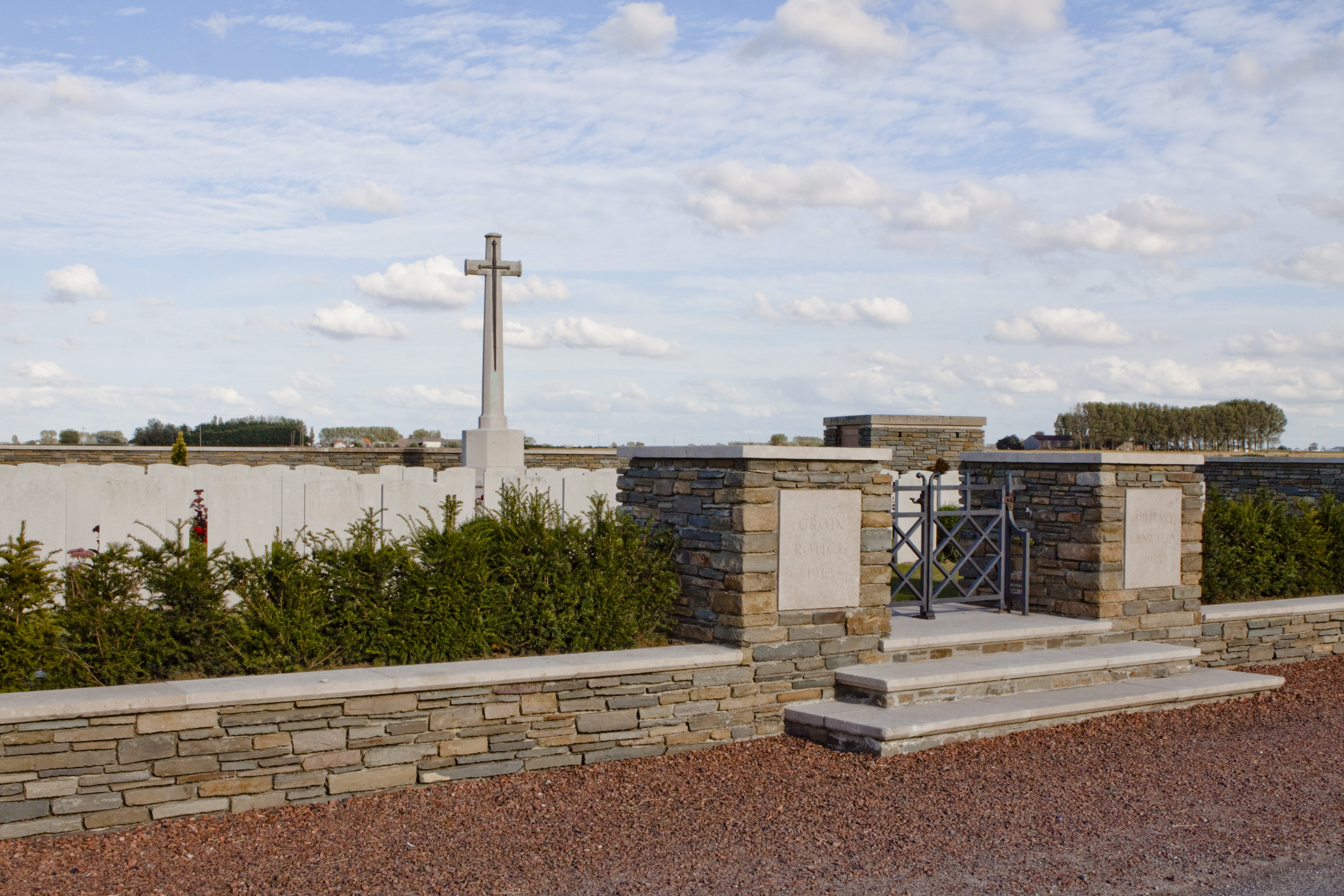
Croix-Rouge Military Cemetery.
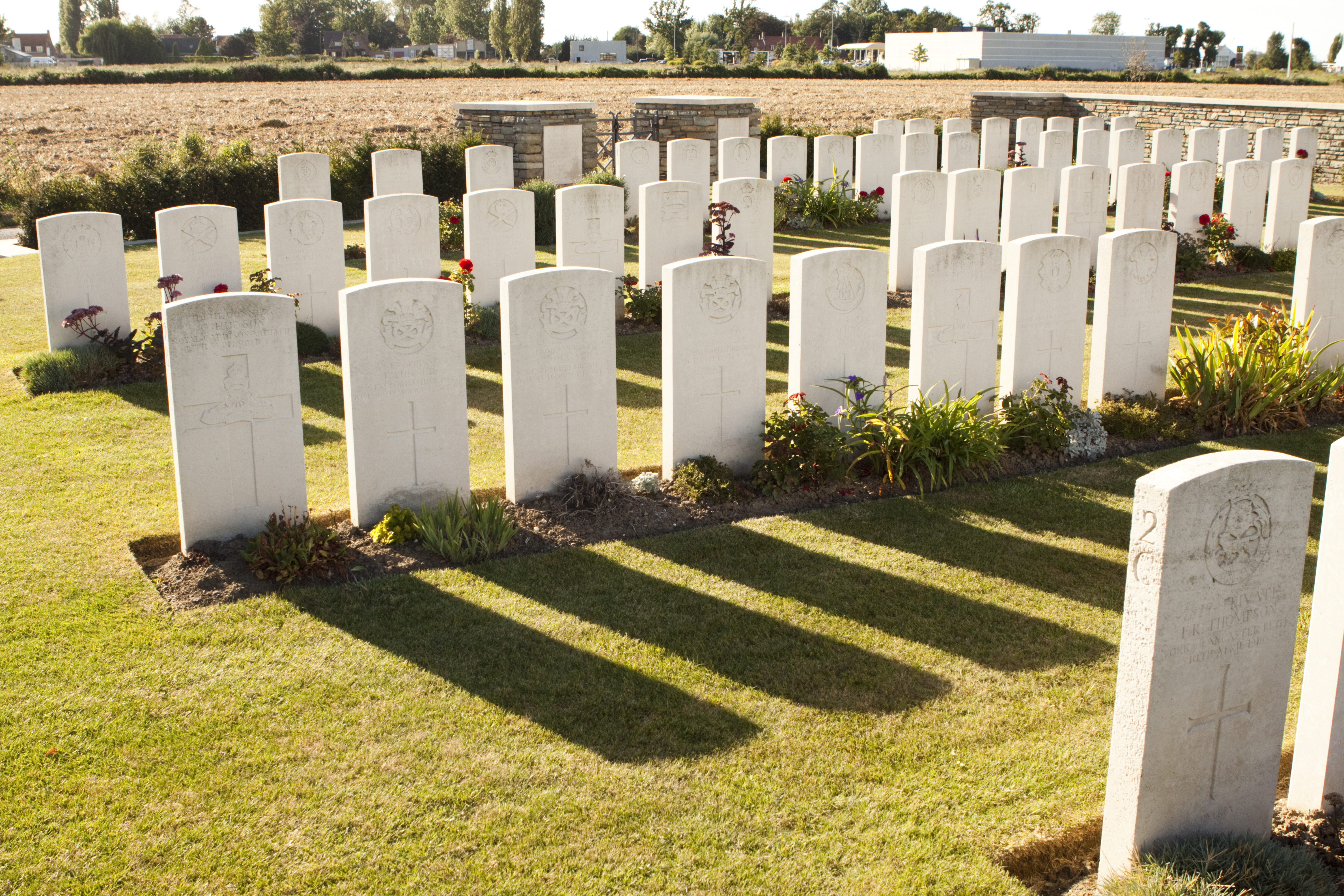
Croix-Rouge Military Cemetery.

## Personnalités liées à la commune
- Pierre Everaert, cycliste professionnel y est né.
- Ève Gilles, élue Miss France 2024, y a grandi[64].

## Pour approfondir